# Omloop der Kempen
L'Omloop der Kempen és una competició ciclista d'un dia que es disputa a Veldhoven (Països Baixos). Creada el 1948, va estar reservada a ciclistes amateurs fins al 1996. El 2005 va entrar al calendari de l'UCI Europa Tour. El 2015 deixà de formar part del calendari de l'UCI. L'edició del 2020 fou suspesa per la pandèmia de COVID-19.

## Palmarès
| Any  | Vencedor                  | Segon                 | Tercer                    |
| ---- | ------------------------- | --------------------- | ------------------------- |
| 1948 | Arie Geluk                | Co Geerts             | Wil van der Stappen       |
| 1949 | Hans Dekkers              | Rien van der Veecken  | Giel Hendrix              |
| 1950 | no es va disputar         |                       |                           |
| 1951 | Wim Snijders              | Jules Maenen          | Jo Hendriks               |
| 1952 | Tini Cuyten               | Gerrit van der Sluijs | Tiny Wolfs                |
| 1953 | Piet van de Brekel        | Tiny Wolfs            | Arend Van 't Hof          |
| 1954 | Daan de Groot             | Jaap Kersten          | Henk van de Broek         |
| 1955 | Adrie van Steenselen      | Michel Stolker        | Piet van Est              |
| 1956 | Geurt Pos                 | Jan van Vliet         | Arie van Wetten           |
| 1957 | Jo de Roo                 | Harry Ehlen           | Ab van Egmond             |
| 1958 | René Lotz                 | Antoon van der Steen  | Coen Niesten              |
| 1959 | Bas Maliepaard            | Antoon van der Steen  | Dick Enthoven             |
| 1960 | Cees Lute                 | René Lotz             | Nico Walravens            |
| 1961 | Jan Schröder              | Henk Nijdam           | Ad Biemans                |
| 1962 | Cees Lute                 | Cor Schuuring         | Gerben Karstens           |
| 1963 | Arie den Hartog           | Bart Zoet             | Gerben Karstens           |
| 1964 | André Van Middelkoop      | Henk Cornelisse       | Harry Steevens            |
| 1965 | Harry Steevens            | Hans Hesen            | Piet Tesselaar            |
| 1966 | Wim Dubois                | Gerard Koel           | Harry Schoofs             |
| 1967 | Leo Duyndam               | Rini Wagtmans         | Cees Rentmeester          |
| 1968 | Jan Krekels               | Mathieu Gerrits       | Joop Zoetemelk            |
| 1969 | Jan Aling                 | Harrie Jansen         | Fedor den Hertog          |
| 1970 | Fedor den Hertog          | Peter van den Donk    | Jan Aldershof             |
| 1971 | Arie Hassink              | Karel Delnoy          | Jan Adriaans              |
| 1972 | Jan Spetgens              | Hennie Kuiper         | Bert Broere               |
| 1973 | Jan Aling                 | Fons van Katwijk      | Frits Schur               |
| 1974 | Piet van der Kruijs       | Henk Mutsaars         | Gerard Tabak              |
| 1975 | Hans Koot                 | Lou Verwey            | Tonny Huyzen              |
| 1976 | Arie Hassink              | Cor Tuit              | Anton van der Steen       |
| 1977 | Léo van Vliet             | Piet van der Kruijs   | Arie Hassink              |
| 1978 | Pim Bosch                 | Hans Plugers          | Tony Gruijters            |
| 1979 | Jacques van Meer          | Peter Damen           | Wies van Dongen           |
| 1980 | Ad Wijnands               | Jacques Hanegraaf     | Henk Mutsaars             |
| 1981 | Frank Moons               | Hans Koot             | Peter Hofland             |
| 1982 | Henk Bouwman              | Jean-Paul van Poppel  | Frank Moons               |
| 1983 | Peter Hofland             | Karel van Goethem     | Wim Meijer                |
| 1984 | Jean-Paul van Poppel      | Chris Koppert         | Dries Klein               |
| 1985 | John Bogers               | Michel Cornelisse     | Jan van Dalen             |
| 1986 | John van den Akker        | Frank Pirard          | Daan Luykx                |
| 1987 | Théo Akkermans            | John van den Akker    | Jan Burgmans              |
| 1988 | Eric Venema               | Patrick Rasch         | Eric Knuvers              |
| 1989 | Anthony Theus             | Patrick Rasch         | Erik Cent                 |
| 1990 | Patrick Strouken          | Rob Mulders           | Bart Voskamp              |
| 1991 | Rob Mulders               | Rik Rutgers           | Johan Melsen              |
| 1992 | John den Braber           | Marcel van der Vliet  | Erik Dekker               |
| 1993 | Harm Jansen               | Raymond Thebes        | Gerard Kemper             |
| 1994 | Anthony Theus             | Rob Compask           | Carl Roes                 |
| 1995 | Anthony Theus             | Steven de Jongh       | John den Braber           |
| 1996 | Bennie Gosink             | Erik De Crom          | Anthony Theus             |
| 1997 | Rudi Kemna                | Wilco Zuyderwijk      | Johan Bruinsma            |
| 1998 | Christian Wegmann         | Mathew Hayman         | Martin van Steen          |
| 1999 | Wim Omloop                | Ralph Schweda         | Mathew Hayman             |
| 2000 | Anthony Theus             | Peep Mikli            | Mark Vlijm                |
| 2001 | Eric De Clercq            | Angelo van Melis      | Peep Mikli                |
| 2002 | Mark Vlijm                | Rik Reinerink         | Bjorn Cornelissen         |
| 2003 | Alain van Katwijk         | Paul Van Schalen      | Julien Smink              |
| 2004 | Marvin van der Pluijm     | Wouter Van Mechelen   | Joost van Leijen          |
| 2005 | Niki Terpstra             | Sebastiaan Langeveld  | Laurens ten Dam           |
| 2006 | Evgenij Popov             | Alain van Katwijk     | Michael Berling           |
| 2007 | Lars Boom                 | Bobbie Traksel        | Janek Tombak              |
| 2008 | Job Vissers               | Bram Schmitz          | Michael Van Staeyen       |
| 2009 | Theo Bos                  | Ger Soepenberg        | Stefan van Dijk           |
| 2010 | Stefan van Dijk           | Coen Vermeltfoort     | Nicky Cocquyt             |
| 2011 | Jos Pronk                 | Jetse Bol             | Wesley Kreder             |
| 2012 | Niko Eeckhout             | Gediminas Bagdonas    | Yoeri Havik               |
| 2013 | Eugenio Alafaci           | Steven Lammertink     | Rens te Stroet            |
| 2014 | Luke Davison              | Sjors Roosen          | Mike Teunissen            |
| 2015 | Jochem Hoekstra           | Yoeri Havik           | Koos Jeroen Kers          |
| 2016 | Oscar Riesebeek           | Jasper de Laat        | Dion Beukeboom            |
| 2017 | Tim Kerkhof               | Dylan Bouwmans        | Robbert de Greef          |
| 2018 | Daan van Sintmaartensdijk | Tim Kerkhof           | Chiel Breukelman          |
| 2019 | René Hooghiemster         | Bas van der Kooij     | Wim Stroetinga            |
| 2020 | anulada                   |                       |                           |
| 2021 | Roy Eefting               | Coen Vermeltfoort     | Jules Hesters             |
| 2022 | Roel van Sintmaartensdijk | Arne Peters           | Daan van Sintmaartensdijk |
| 2023 | Coen Vermeltfoort         | Jesper Rasch          | Brody McDonald            |
| 2024 | Martijn Rasenberg         | Brent Cle             | Hidde van Veenendaal      |
| 2025 | Arne Santy                | Roy Hoogendoorn       | Blake Agnoletto           |